# Oryctopus sordellii
Oryctopus sordellii är en insektsart som först beskrevs av Griffini 1914.  Oryctopus sordellii ingår i släktet Oryctopus och familjen Stenopelmatidae. Inga underarter finns listade i Catalogue of Life.